# Hugo Cores
Hugo Cores Pérez (Buenos Aires, 7 de noviembre de 1937-Montevideo, 6 de diciembre de 2006) fue un profesor, periodista, dirigente sindical y político uruguayo.

## Biografía
Cores nació en el barrio porteño de Villa Crespo. Profesor de Historia, egresado del Instituto de Profesores Artigas; militante estudiantil en la FEUU en los años 50, dirigente de la Asociación de Empleados Bancarios del Uruguay (AEBU), trabajador por la creación una central única de los trabajadores que da origen en 1964 a la Convención Nacional de Trabajadores (CNT), vicepresidente de esta Central  entre 1969 y 1971. Miembro de la Federación Anarquista Uruguaya (FAU) desde 1956, impulsor de la organización gremial  Resistencia Obrero - Estudiantil (ROE), participa en la Huelga General contra el Golpe de Estado a partir del 27 de junio de 1973.
Tras el advenimiento de la dictadura militar, se exilió en Buenos Aires, junto a Gerardo Gatti, León Duarte y otros integrantes de la FAU y la ROE, fundando en 1975, el Partido por la Victoria del Pueblo (PVP). En abril de 1975 fue secuestrado en Buenos Aires y permaneció 20 días desaparecido hasta que su prisión fue legalizada gracias a la presión internacional y quedó entonces detenido durante nueve meses en el Penal de Sierra Chica. Expulsado de la Argentina vivió un tiempo en Francia y a principios de 1978 se instaló en San Pablo, Brasil, desde donde trabajó activamente contra la dictadura uruguaya. Hacia fines de 1983 regresó a la Argentina y retornó al Uruguay el 31 de diciembre de 1984, luego de las elecciones nacionales que sancionaron el término de la dictadura.
En 1989 fue elegido diputado, banca a la que renunció en 1994, poco antes de finalizar la Legislatura, y luego fue secretario político del entonces presidente del Frente Amplio, Tabaré Vázquez. 
Era, al momento de su fallecimiento, el Secretario General del Partido por la Victoria del Pueblo, y el último miembro vivo de su dirección fundadora. Fue historiador, periodista y autor de varios libros sobre las luchas populares y la historia uruguaya reciente.
Sus restos yacen en el Cementerio del Buceo.